# Rudolf II. von Eu
Rudolf II. von Eu (frz.: Raoul, * um 1200; † September 1246) war Graf von Eu und Herr von Issoudun aus dem Hause Lusignan.
Er war der älteste Sohn von Rudolf I. von Issoudun und dessen Frau Alice. Väterlicherseits war er ein Neffe des Hugo IX. von Lusignan, Graf von La Marche. Nach dem Tod seines Vaters erbte er die Herrschaft Issoudun sowie die aus dem Recht seiner Mutter stammende Grafschaft Eu.
In erster Ehe war er 1222 mit Johanna von Burgund (* 1200; † 1223) verheiratet, der Tochter des Herzogs Odo III. Mit ihr hatte er eine Tochter, Maria. Nachdem Johanna 1223 gestorben war, heiratete er in zweiter Ehe Jolanda von Dreux (* 1196; † 1239), Tochter von Robert II. Nach deren Tod heiratete er in dritter Ehe Philippa von Dammartin († 1278/81), Tochter des Simon von Dammartin, Graf von Aumale, Ponthieu und Montreuil. Die letzteren beiden Ehen blieben kinderlos.
Er starb 1246 und wurde im Kloster Foucarmont begraben. Ihn beerbte seine einzige Tochter, Maria († 1260), die um 1249 Alfons von Brienne heiratete.